# مایکل مک کینل

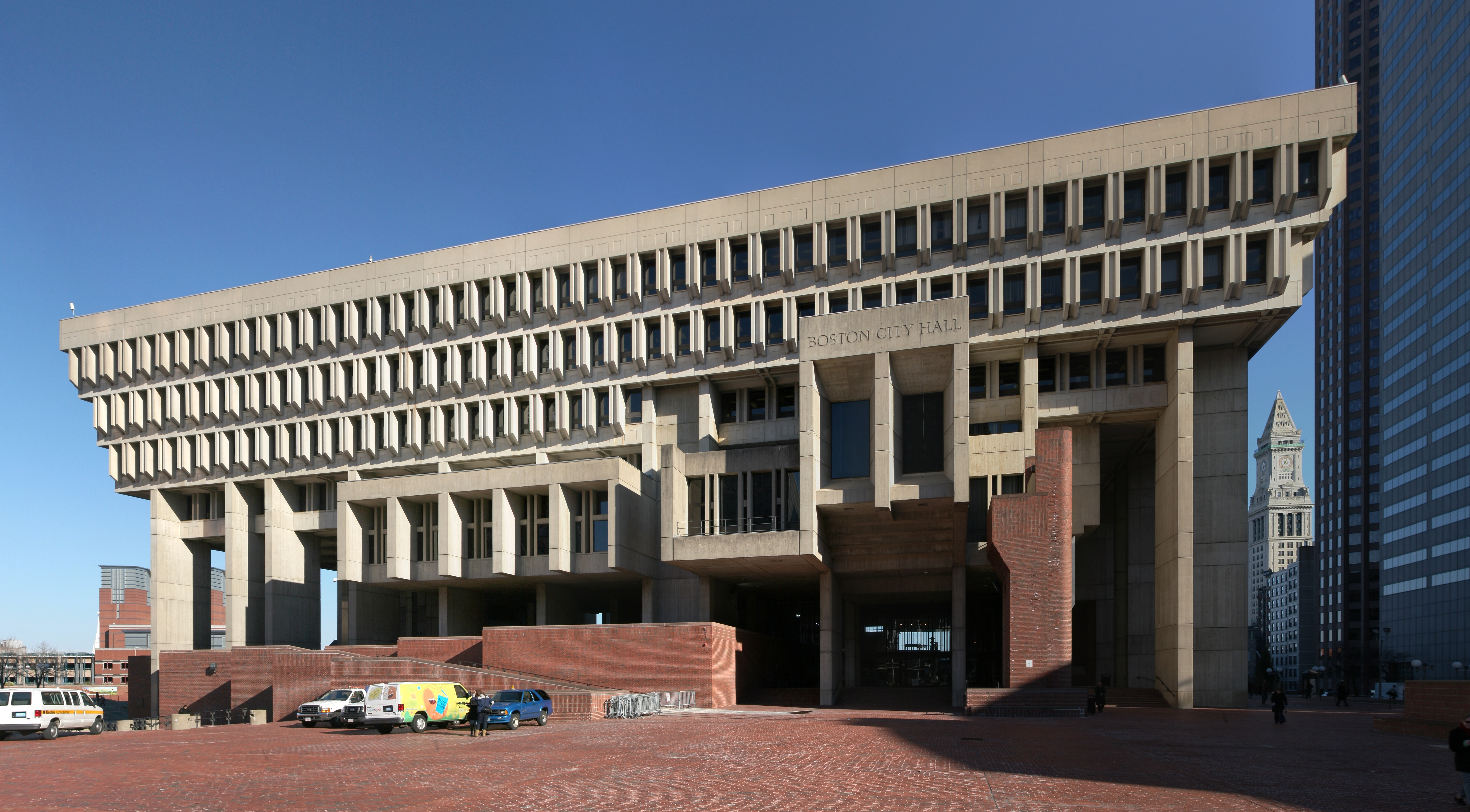
مایکل مک کینل (انگلیسی: Michael McKinnell; ۲۵ دسامبر ۱۹۳۵ – ۲۷ مارس ۲۰۲۰) معمار اهل ایالات متحده آمریکا بود

مایکل مک کینل (انگلیسی: Michael McKinnell; ۲۵ دسامبر ۱۹۳۵ – ۲۷ مارس ۲۰۲۰) معمار اهل ایالات متحده آمریکا بود.
وی همچنین برندهٔ جوایزی همچون برنامه فولبرایت شده‌است.